# جک رایان (شخصیت)
جک رایان با نام کامل جان پاتریک رایان (انگلیسی: Jack Ryan) یک شخصیت تخیلی است که توسط نویسنده تام کلنسی خلق شده و در رمان‌های رایانورس او به نمایش درآمده است که در طی سی سال به‌طور مداوم در صدر فهرست پرفروش‌ترین‌های نیویورک تایمز قرار داشته‌است. از زمان مرگ کلنسی در سال ۲۰۱۳، چهار نویسنده دیگر، مارک گرینی، گرانت بلک‌وود، مایک مدن، و مارک کامرون، به نوشتن رمان‌های جدید برای این فرنچایز و دیگر سری‌های ارتباطی آن با تأیید خانواده کلنسی ادامه دادند.
او پسر یک کارآگاه پلیس بالتیمور و یک پرستار، رایان یک تفنگدار سابق آمریکایی و دلال سهام است که استاد تاریخ غیرنظامی در آکادمی نیروی دریایی ایالات متحده می‌شود. رایان به عنوان یک تحلیلگر و گاه افسر میدانی به آژانس اطلاعات مرکزی (سیا) می‌پیوندد و در نهایت به عنوان معاون مدیر آن را ترک می‌کند. پس از بازنشستگی از سیا، رایان بعداً به عنوان مشاور امنیت ملی و معاون رئیس‌جمهور خدمت کرد و پس از حمله تروریستی به ساختمان کنگره ایالات متحده، ناگهان رئیس‌جمهور ایالات متحده شد. رایان در دو دوره غیر متوالی خدمت کرد و بیشتر به بحران‌های بین‌المللی در اروپا، خاورمیانه، آفریقا و آسیا پرداخت.
جک رایان در اقتباس‌های سینمایی توسط بازیگران الک بالدوین، هریسون فورد، بن افلک و کریس پاین به تصویر کشیده شده‌است. مجموعه فیلم‌های جک رایان از سال ۱۹۹۰ تا ۲۰۱۴ دارای درآمد ناخالص جهانی تعدیل نشده ۷۸۸ میلیون دلاری تا به امروز است، که آن را به پنجاه و هفتمین سری فیلم پردرآمد تبدیل کرده‌است. جان کرازینسکی پنجمین و آخرین بازیگری است که نقش رایان را در مجموعه وب آمازون پرایم به همین نام جک رایان (مجموعه تلویزیونی) که اولین بار در سال ۲۰۱۸ پخش شد، بازی می‌کند.

## اوایل زندگی
رایان در سال ۱۹۵۰ در یک خانواده کاتولیک ایرلندی در بالتیمور مریلند به دنیا آمد. پدرش، امت ویلیام رایان، ستوان قتل اداره پلیس بالتیمور و کهنه سرباز جنگ جهانی دوم بود. رایان بزرگ با شرکت ایزی، هنگ ۵۰۶ پیاده‌نظام، لشکر ۱۰۱ هوابرد در نبرد بولج خدمت کرده بود. مادرش، کاترین برک رایان، پرستار بود. او یک خواهر داشت که در سیاتل زندگی می‌کرد. بدون پشیمانی اشاره کرد که خواهرش از او کوچکتر است و او می‌خواست به تفنگداران دریایی بپیوندد تا بورس تحصیلی بگیرد تا خانواده پول بیشتری برای تحصیل او داشته باشند. رایان پس از فارغ‌التحصیلی از دبیرستان لویولا، یک مدرسه مقدماتی یسوعیان کاتولیک رومی در تاوسون، مریلند در حومه شهرستان بالتیمور، به کالج بوستون رفت و با مدرک لیسانس هنر در رشته اقتصاد فارغ‌التحصیل شد. او به عنوان ستوان دوم در تفنگداران دریایی ایالات متحده از طریق مدرسه کاندیدای افسری USMC مأموریت یافت. در حالی که منتظر بود تا سپاه او را تعیین کند، در امتحان حسابدار رسمی قبول شد.

## سری فیلم‌ها
- شکار برای اکتبر سرخ (۱۹۹۰)
- بازی‌های میهن‌پرستانه (۱۹۹۲)
- خطر آشکار (۱۹۹۴)
- مجموع همه ترس‌ها (۲۰۰۲)
- جک رایان: سرباز سایه (۲۰۱۴)
- جک رایان (مجموعه تلویزیونی) (۲۰۱۸)